# Escalante (Negros Occidental)
Escalante is een stad in de Filipijnse provincie Negros Occidental. Bij de laatste census in 2007 had de stad ruim 92 duizend inwoners.

## Geografie

### Bestuurlijke indeling
Escalante is onderverdeeld in de volgende 21 barangays:
| - Alimango - Balintawak - Magsaysay - Binaguiohan - Buenavista - Cervantes - Dian-ay - Hacienda Fe - Jonobjonob - Japitan - Langub | - Libertad - Mabini - Malasibog - Paitan - Pinapugasan - Old Poblacion - Rizal - Tamlang - Udtongan - Washington |

## Demografie
Escalante had bij de census van 2007 een inwoneraantal van 92.035 mensen. Dit zijn 12.937 mensen (16,4%) meer dan bij de vorige census van 2000. De gemiddelde jaarlijkse groei komt daarmee uit op 2,11%, hetgeen hoger is dan het landelijk jaarlijks gemiddelde over deze periode (2,04%). Vergeleken met de census van 1995 is het aantal mensen met 12.107 (15,1%) toegenomen.

## Geboren in Escalante
- James Yap (15 februari 1982), basketballer

Bacolod · Bago · Binalbagan · Cadiz · Calatrava · Candoni · Cauayan · Enrique B. Magalona · Escalante · Himamaylan · Hinigaran · Hinoba-an · Ilog · Isabela · Kabankalan · La Carlota · La Castellana · Manapla · Moises Padilla · Murcia · Pontevedra · Pulupandan · Sagay · Salvador Benedicto · San Carlos · San Enrique · Silay · Sipalay · Talisay · Toboso · Valladolid · Victorias